# U Coronae Borealis
U Coronae Borealis (U CrB / HD 136175 / HIP 74881) es una estrella variable en la constelación de Corona Boreal cuyo brillo varía entre magnitud aparente +7,66 y +8,79. Se encuentra a una distancia aproximada de 1100 años luz del sistema solar.
U Coronae Borealis es una estrella binaria cercana (del tipo SD, binaria semidesprendida), en donde las dos componentes se hallan suficientemente cerca como para que exista transferencia de masa entre ellas.
La más luminosa de ellas es una estrella blanco-azulada de tipo espectral B6V con una temperatura efectiva de 15.311 K. Es también la componente más masiva con una masa de 4,7 masas solares y una luminosidad 331 veces mayor que la luminosidad solar. Su acompañante es una estrella gigante o subgigante amarilla de tipo G0III-IV y 5.808 K de temperatura. 25 veces más luminosa que el Sol, tiene una masa de 2,60 masas solares. El diámetro de esta última —casi 5 veces mayor que el del Sol— es casi el doble que el de su compañera.
Asimismo, U Coronae Borealis es una binaria eclipsante que exhibe dos eclipses desiguales, con caídas de brillo de 1,13 y 0,06 magnitudes. El eclipse principal tiene lugar cuando la estrella amarilla, de mayor tamaño pero menor luminosidad, pasa por delante de la estrella blanco-azulada.
El período orbital del sistema es de 3,4522 días.
Muy cerca, en el mismo campo visual, se encuentra la también estrella variable AX Coronae Borealis, un astro de tipo BY Draconis descubierto en el año 2006 desde España.